# فيتور يودس
فيتور يودس هو لاعب كرة قدم برازيلي، ولد في 21 أكتوبر 1998 في كونتاجيم في البرازيل.